# Liste der Kursbuchstrecken in Frankreich
Die Liste der Kursbuchstrecken in Frankreich führt die Kursbuchnummern der französischen Eisenbahngesellschaft SNCF. Sie sind dem letztmals 2007 erschienenen Kursbuch der SNCF entnommen. Zu beachten ist, dass diverse Nebenstrecken in dieser Liste heute nur noch per Bus angefahren werden. Diese Busse erscheinen jedoch nach wie vor in allen SNCF-Fahrplanmedien, unterstehen der SNCF-Tarifierung und werden daher aus Sicht der Bahngesellschaft zum offiziellen Streckennetz dazugezählt.

## Nord-Est
- 100 Paris–Strasbourg (LGV)
- 101 Paris–Lérouville–Metz/–Nancy
- 103 Nancy–Strasbourg
- 104 Strasbourg–Kehl(–Offenburg/–Karlsruhe)
- 105 Strasbourg–Lauterbourg
- 106 Strasbourg–Wissembourg
- 107 Saverne–Haguenau
- 108 Saverne–Molsheim
- 112 Nancy–St-Dié-des-Vosges
- 113 Épinal–Lunéville
- 114 Nancy–Culmont-Chalindrey
- 116 Nancy–Dijon
- 117 Toul–Neufchâteau
- 119 Épinal–Bussang/–La Bresse
- 120 Nancy–Remiremont
- 122 Strasbourg–Épinal
- 123 Sélestat–St-Dié-des-Vosges
- 124 Strasbourg–Molsheim–Sélestat
- 126 Reims–Chaumont
- 130 Épernay–Reims–Charleville-Mézières
- 131 Charleville-Mézières–Longwy
- 132 Charleville-Mézières–Givet
- 135 Châlons-en-Champagne–Metz
- 139 Meaux–Reims
- 140 Épinal–Luxeuil–Vesoul/–Besançon
- 150 Strasbourg–Metz
- 151 Metz–Saarbrücken
- 152 Thionville–Apach
- 153 Thionville–Longuyon
- 154 Thionville–Creutzwald
- 155 Strasbourg–Saarbrücken
- 157 Haguenau–Bitche
- 160 Metz–Luxembourg
- 161 Nancy–Longwy–Luxembourg
- 162 Metz–Longuyon
- 171 Paris–Culmont-Chalindrey
- 172 Culmont-Chalindrey–Basel
- 175 Vesoul–Gray
- 176 Gray–Culmont-Chalindrey
- 179 Contrexéville–Neufchâteau/–Épinal
- 181 Troyes–Laroche-Migennes
- 185 Château-Thierry–Esternay–Sézanne
- 185 Château-Thierry–Sézanne–Esternay
- 190 Strasbourg–Mulhouse
- 191 Colmar–Metzeral
- 192 Colmar–Volgelsheim
- 195 Mulhouse–Kruth
- 198 Béning–Bitche
- 200 Paris–Calais
- 203 Le Tréport–Abbeville
- 204 Amiens–Rouen
- 205 Lille–St-Pol-sur-Ternoise
- 206 Le Touquet–Arras
- 207 Seclin–Lens /–Douai
- 208 Calais–Dunkerque
- 209 Lille–Calais
- 210 Arras–Dunkerque
- 216 Aéroport Charles de Gaulle TGV–Amiens
- 217 Amiens–TGV Haute-Picardie
- 218 TGV Haute-Picardie–St-Quentin
- 221 Paris–Arras–Tourcoing
- 222 Paris–Lille–Calais (LGV)
- 224 Lille–Tournai
- 225 Lille–Ascq–Orchies
- 227 Lille–Comines
- 231 Lille–Lens
- 232 Arras–Somain–Valenciennes/–Lourches
- 250 Paris–Bruxelles (LGV)
- 253 Paris–Charleroi
- 255 Cambrai–Valenciennes
- 256 Amiens–Reims
- 259 St-Just-en-Chaussée–Roisel
- 260 Douai–Busigny
- 269 Paris–Laon
- 270 Laon–Hirson
- 271 Lille–Aulnoye-Aymeries–Charleville/–Jeumont
- 273 Laon–Liart
- 280 Paris–Le Tréport
- 281 Beauvais–Creil

## Atlantique
- 300 Yveton–St-Valérie-en-Caux
- 301 Rouen–Dieppe
- 303 Paris–Le Havre
- 304 Bréauté-Beuzeville–Fécamp
- 307 Motteville–St-Valérie-en-Caux
- 308 Val-de-Reuil–Louviers
- 311 Paris–Gisors–Dieppe
- 320 Paris–Cherbourg
- 322 Lisieux–Dives-Cabourg
- 327 Lison–Dol
- 330 Paris–Granville
- 332 Dreux–Orléans
- 333 Briouze–Bagnoles-de-l’Orne
- 334 Dol–St-Brieuc
- 335 Caen–Tours
- 336 Laval–Domfront
- 348 Rennes–Loudéac
- 349 Trébeurden–Lannion–Trégastel
- 350 Paris–Le Mans
- 351 Le Mans–Brest
- 352 Morlaix–Roscoff
- 353 Plouaret-Trégor–Lannion
- 355 Guingamp–Paimpol
- 356 Rennes–Lancieux
- 357 Rennes–Mont-St-Michel
- 358 Vitré–Fougères
- 359 Fougères–Laval
- 360 Rennes–Quimper
- 361 Quimper–Brest
- 362 Auray–Quiberon
- 363 Rosporden–Concarneau
- 364 Quimper–Douarnenez
- 365 Quimper–Camaret
- 366 Quimper–Bénodet
- 367 Quimper–Fouesnant
- 368 Rosporden–Guingamp
- 370 Nantes–Châteaubriant
- 371 Saint-Brieuc–Vannes
- 372 Rennes–Châteaubriant
- 373 Rennes–Redon–Nantes
- 374 Châteaubriant–Angers
- 375 Sablé–Segré
- 376 Le Mans–Saumur
- 377 Chartres–Droué
- 379 Saumur–Château-du-Loir
- 380 Le Mans–Le Croisic
- 381 Nantes–Pornic
- 382 Nantes–Les Sables-d’Olonne
- 383 Nantes–Challans–St-Jean-de-Monts/–St-Gilles-Croix-de-Vie
- 384 Cholet–Parthenay
- 386 Poitiers–Nantes
- 387 Angers–Cholet
- 388 Niort–Fontenay-le-Comte
- 389 Saumur–Les Sables-d’Olonne
- 390 Tours–Angers
- 391 Thouars–Niort
- 392 Laval–Château-Gontier–Angers/–Nantes
- 394 Nantes–Bordeaux
- 395 Poitiers–La Rochelle
- 396 Rodon–St-Nazaire
- 398 Paris–Le Mans (LGV)
- 399 Paris–St-Pierre-des-Corps (LGV)
- 400 Paris–Poitiers
- 401 Poitiers–Bordeaux–Irún
- 402 Bordeaux–Arcachon
- 404 Royan–Saintes–Angoulême/–Niort
- 405 Bordeaux–Pointe-de-Grave
- 407 Angoulême–Jonzac
- 409 Bordeaux–Montauban
- 410 Toulouse–Puyôo–Dax/–Irún
- 412 Lourdes–Pierrefitte-Nestalas–Barèges/–Cauterets
- 413 Tarbes–La Mongie
- 414 Pau–Artouste
- 415 Pau–Canfranc
- 416 Puyôo–Mauléon
- 417 Bayonne–St-Jean-Pied-de-Port
- 418 Osses-St-Martin-d’Arossa–St-Etienne de Baïgony
- 419 Agen–Villeneuve/Lot
- 420 Paris–Vendôme/–Chartres–Tours
- 422 Tours–Thouars
- 423 Tours–Châteauroux
- 424 Châteauroux–Poitiers
- 425 Châteauroux–Aigurande
- 429 La Souterrain–Felletin
- 430 Boussens–Guzel-Neige
- 431 Limoges–Toulouse
- 432 Toulouse–Port-Bou
- 435 Castelnaudry–Sorèze
- 436 Toulouse–Pamiera–Lavelanet/–La Tour-de-Carol
- 436 L’Hospitalet-près-l’Andorre–Le Pas de la Case
- 437 Montréjeau–Luchon
- 439 Lannemezan–Piau-Engaly-Aragnouet
- 440 Limoges–Agen
- 442 Auch–Toulouse
- 443 Monsempron-Libos–Cahors
- 444 Toulouse–Mazamet–St-Pons
- 445 Cahors–Figeac
- 446 Viviez-Decazeville–Fontvergne
- 447 Auch–Tarbes
- 448 Montauban–Auch
- 449 Auch–Agen
- 451 Toulouse–Millau
- 452 Souillac–St-Denis près Martel
- 453 Montauban–Albi
- 456 Bordeaux–Sarlat
- 457 Sarlat–Brive
- 458 Brive–Périgueux–Bordeaux/–Limoges
- 459 Limoges–Brive
- 460 Limoges–Angoulême
- 461 Ussel–St-Florent-sur-Cher–Bourges/–Vierzon
- 463 Ussel–Bort-les-Orgues
- 464 Poitiers–Limoges
- 467 Felletin–Montluçon
- 468 St-Sulpice-Laurière–Montluçon
- 469 Limoges–Ussel
- 470 Montluçon–Châteauroux
- 471 Châteauroux–Bourges
- 473 Tours–Nevers
- 474 Longages Noe–St-Sulpice-sur-Lèze
- 475 Vierzon–Romorantin
- 476 Salbris–Luçay-le-Male
- 480 Tours–St-Pierre-des-Corps
- 484 Poitiers–Limoges
- 490 Orléans–Aubrais

## Sud
- 500 Paris–Marseille (LGV)
- 501 Paris–Dijon
- 502 Dijon–Lyon
- 503 Lyon–Marseille
- 504 Marseille–Avignon
- 505 Marseille–Toulon–Hyères/–Ventimiglia
- 506 Torino–Breil–Nice/–Ventimiglia
- 508 Lyon–Mâcon TGV
- 509 Paris–Lyon (LGV)
- 510 Ambérieu–Bellegarde–La Plaine(–Genève)
- 512 Mâcon-Ville–St-Pierre-d’Albigny–Modane/–Bourg-St-Maurice
- 513 Ambérieu–St-Gervais-les-Bains-le-Fayet
- 514 St-Gervais-les-Bains-le-Fayet–Le Châtelard-Frontière(–Martigny)
- 516 Bellegarde–Divonne
- 517 La Roche-sur-Foron–Annemasse–Evian-les-Bains/–Genève-Eaux-Vives
- 518 Lyon–St-André-le-Gaz–Chambéry/–Grenoble
- 519 Nice–Digne
- 520 Valence–Briançon
- 521 Grenoble–Veynes-Dévoluy
- 522 Briançon–St-Auban–Digne/–Marseille
- 523 Valence–Aix-les-Bains
- 524 Lyon–Belfort
- 525 Bourg-en-Bresse–Brion–Bellegarde/–St-Claude
- 526 Cannes–Grasse
- 530 Dijon–Besançon
- 531 St-Claude–Andelot
- 532 Dijon–Bourg-en-Bresse
- 531 Dijon–Frasne–Pontarlier(–Bern)/–Vallorbe(–Lausanne)
- 534 Dole–Lons-le-Saunier
- 535 Besançon–Le Locle-Col-des-Roches(–La Chaux-de-Fonds)
- 536 Mouchard–Salins-les-Bains
- 540 Paris–Clermont-Ferrand
- 541 Montpellier–St-Afrique
- 542 Arvant–Figeac
- 543 Clermont-Ferrand–Nîmes
- 544 Arvant–Montpellier
- 545 Avignon TGV–Port-Bou
- 546 Nîmes–Le Grau-du-Roi
- 547 Perpignan–La Tour-de-Carol
- 548 Carcassonne–Quillan
- 549 Alès–Bessèges
- 550 Brive–Laqueuille–Clermont-Ferrand/–Le Mont-Dore
- 551 St-Laurent–Le Monastier
- 552 Neussargues–Bort-les-Orgues
- 553 Montluçon–Clermont-Ferrand
- 554 St-Etienne–Mende
- 555 Montluçon–Gannat–St-Germain-des-Fossés/–Clermont-Ferrand
- 555 Gannat–Vichy
- 556 Aurillac–Brive
- 557 Aurillac–Bort-les-Orgues
- 558 Vichy–Darsac
- 559 Clermont-Ferrand–Le Puy
- 560 Lyon–St-Etienne
- 561 St-Etienne–St-Germain-des-Fossés
- 564 St-Etienne–Le Puy/–Dunières
- 565 Clermont-Ferrand–St-Etienne
- 566 Lyon–Roanne
- 567 Lyon–Paray-le-Monial–Moulins/–Montchanin
- 568 Le Creusot TGV–Le Coteau
- 570 Auxerre–Cravant–Corbigny/–Etang
- 572 Clamecy–Montbard
- 573 Etang–Chagny
- 574 Chagny–Nevers
- 575 Gien–Aubigny
- 576 Chalon-sur-Saône–Mâcon-Ville
- 577 Cosne–Sancerre
- 578 Melun–Montereau
- 579 Paris–Malesherbes
- 581 Montbard–Châtillon-sur-Seine
- 582 Meyrargues–Pertuis
- 583 Lyon–Annonay–Le Péage-du-Roussillon
- 584 Montélimar–Lalevade d’Ardèche
- 585 Montélimar–Les Vans
- 586 Valence TGV–Vallon-Pont-d’Arc
- 587 Valence TGV–Aubenas
- 588 Valence TGV–Annonay
- 594 Lyon–Ambérieu
- 596 Villefranche-Lamure–Tassin
- 599 Bastia–Ponte Leccia–Calvi/–Ajaccio